# Electroma
Electroma (eller Daft Punk's Electroma) är en film av de franska musikerna Guy-Manuel de Homem-Christo och Thomas Bangalter, som tillsammans utgör musikgruppen Daft Punk. Filmen kom år 2006 och handlar om två robotar (de båda bandmedlemmarna, spelade av Peter Hurteau och Michael Reich) som vill bli mänskliga.

## Soundtrack[1]
- Billy Jack - Curtis Mayfield
- Miserere - A Sei Voci Ensemble
- International Feel - Todd Rundgren
- In Dark Trees - Brian Eno
- If You Were My Man - Linda Perhacs
- I Want to Be Alone - Jackson C. Frank
- Universe - Sebastien Tellier
- String Quartet in E Flat Major Op. 64, No. 6" - Kodaly Quartet
- No. 4 in E Minor 24 Preludes, Op.28 - Adam Harasiewicz